# Eric Palante
Eric Palante (Luik, 21 januari 1963 – Chilecito, 9 januari 2014) was een Belgisch motorcoureur.

## Levensloop
Eric Palante werd geboren in 1963. Vanaf zijn jeugd was hij gepassioneerd door crossmotoren. Palante was een gepassioneerd Dakar-rally-rijder, waaraan hij elfmaal deelnam.
Op 8 januari 2014 had Palante een zware blessure aan de hand opgelopen tijdens de Dakar-rally 2014. Hij wilde echter niet opgeven en vertrok vol goede moed aan de vijfde etappe. 's Morgens bij de start van de zesde etappe was Palante nog niet gearriveerd na de vijfde etappe. Op 10 januari werd het lichaam van Palante teruggevonden op 143 km van de startplaats van de vijfde etappe, Chilecito. Onderzoek wees later uit dat hij is overleden aan intense hyperthermie.
Palante was gehuwd en liet vijf kinderen achter.